# Parkhotel Schönbrunn

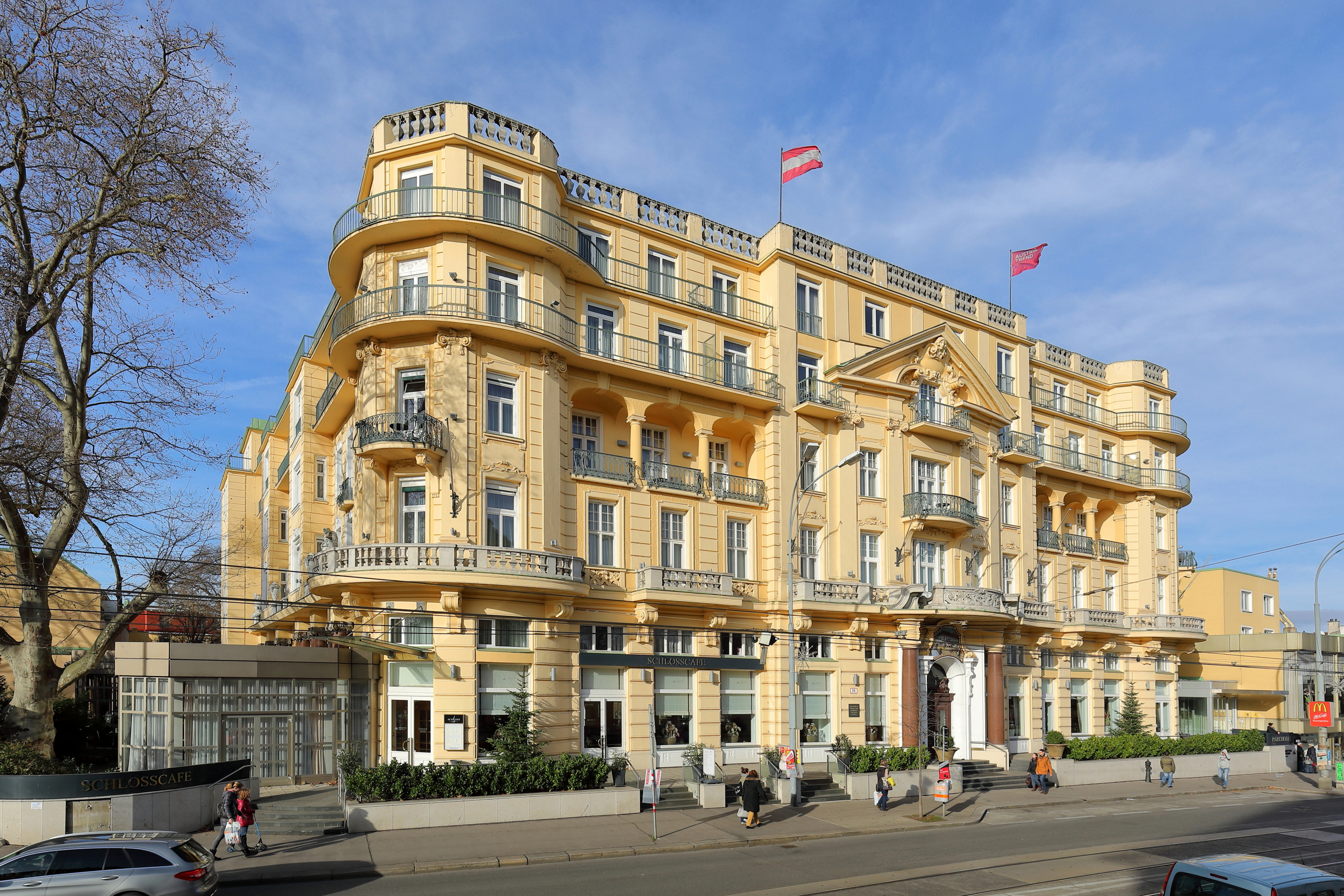
Das Parkhotel Schönbrunn in der Hietzinger Hauptstraße

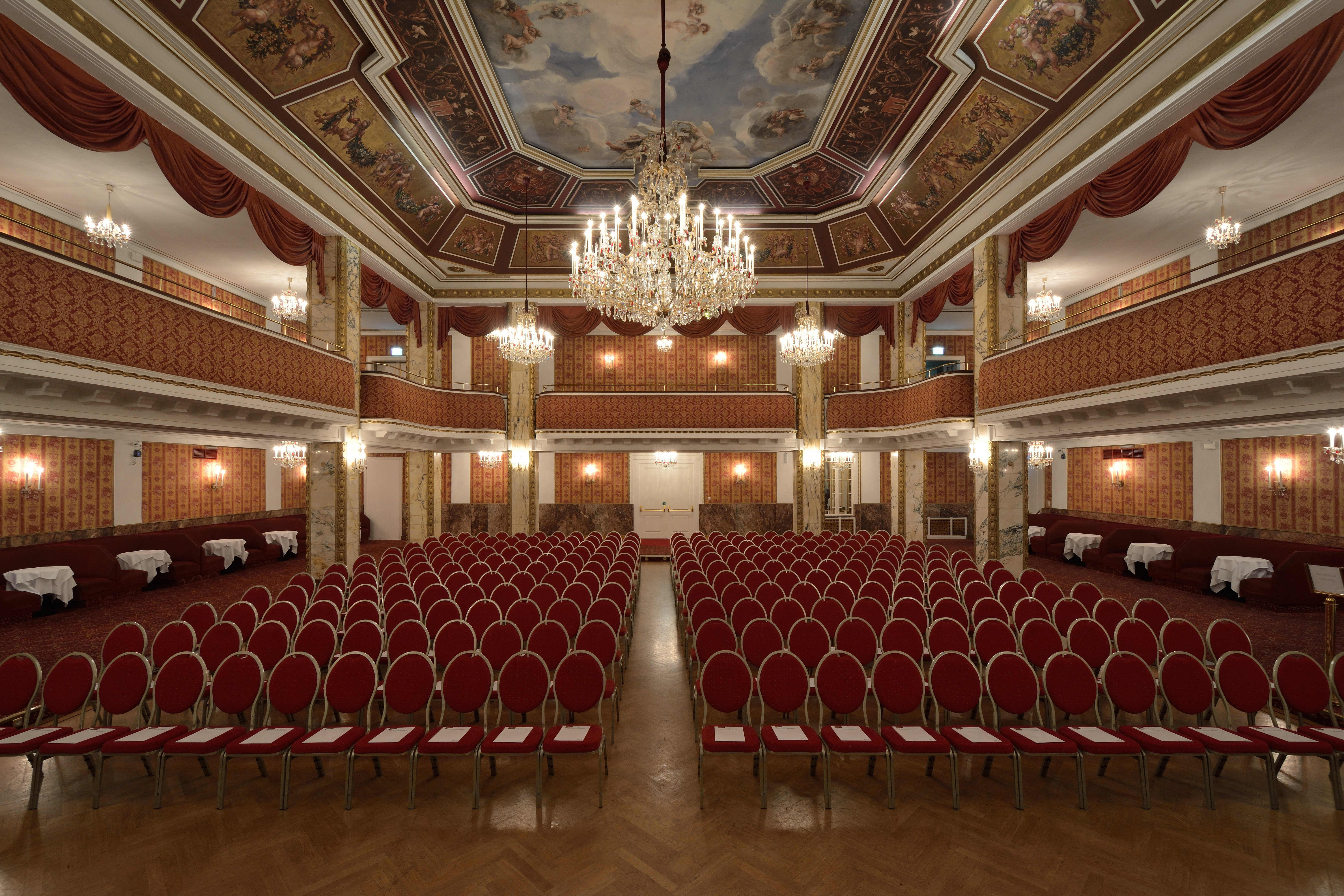
Ballsaal im Parkhotel Schönbrunn

Das Parkhotel Schönbrunn wurde als Gästehaus des Kaisers Franz Joseph I. 1907/08 an der Stelle des ehemaligen Café Dommayer nach Plänen des Architekten Arnold Heymann errichtet. Bei der Innenraumgestaltung wirkten auch die Architekten Josef Beer und Anton Potyka mit.
Das Parkhotel Schönbrunn besitzt einen der wenigen erhaltenen klassischen Ballsäle Wiens, in dem jährlich zahlreiche Traditionsbälle stattfinden. 1999 und 2000 wurden alle öffentlichen Räume sowie ein Großteil der Hotelzimmer renoviert. Im Frühjahr 2010 wurde der Hotelbetrieb für eineinhalb Jahre zwecks Generalsanierung und Umbauten geschlossen.
Im November 2011 wurde das Hotel wiedereröffnet. Betrieben wird es unter der Marke Austria Trend Hotels von der Verkehrsbüro Hotellerie GmbH, die es seit zehn Jahren gepachtet hat. Eigentümer ist die Hübner Hotelbetrieb GmbH, laut dem Gesellschafter Wilhelm Hübner wurden für den Umbau 25 Millionen Euro investiert.
Das Parkhotel ist Schauplatz einer Szene in Franz Werfels 1941 entstandener Erzählung Eine blassblaue Frauenschrift.